# Scaria laeta
Scaria laeta är en insektsart som beskrevs av Günther, K. 1940. Scaria laeta ingår i släktet Scaria och familjen torngräshoppor. Inga underarter finns listade i Catalogue of Life.